# Gommagutta

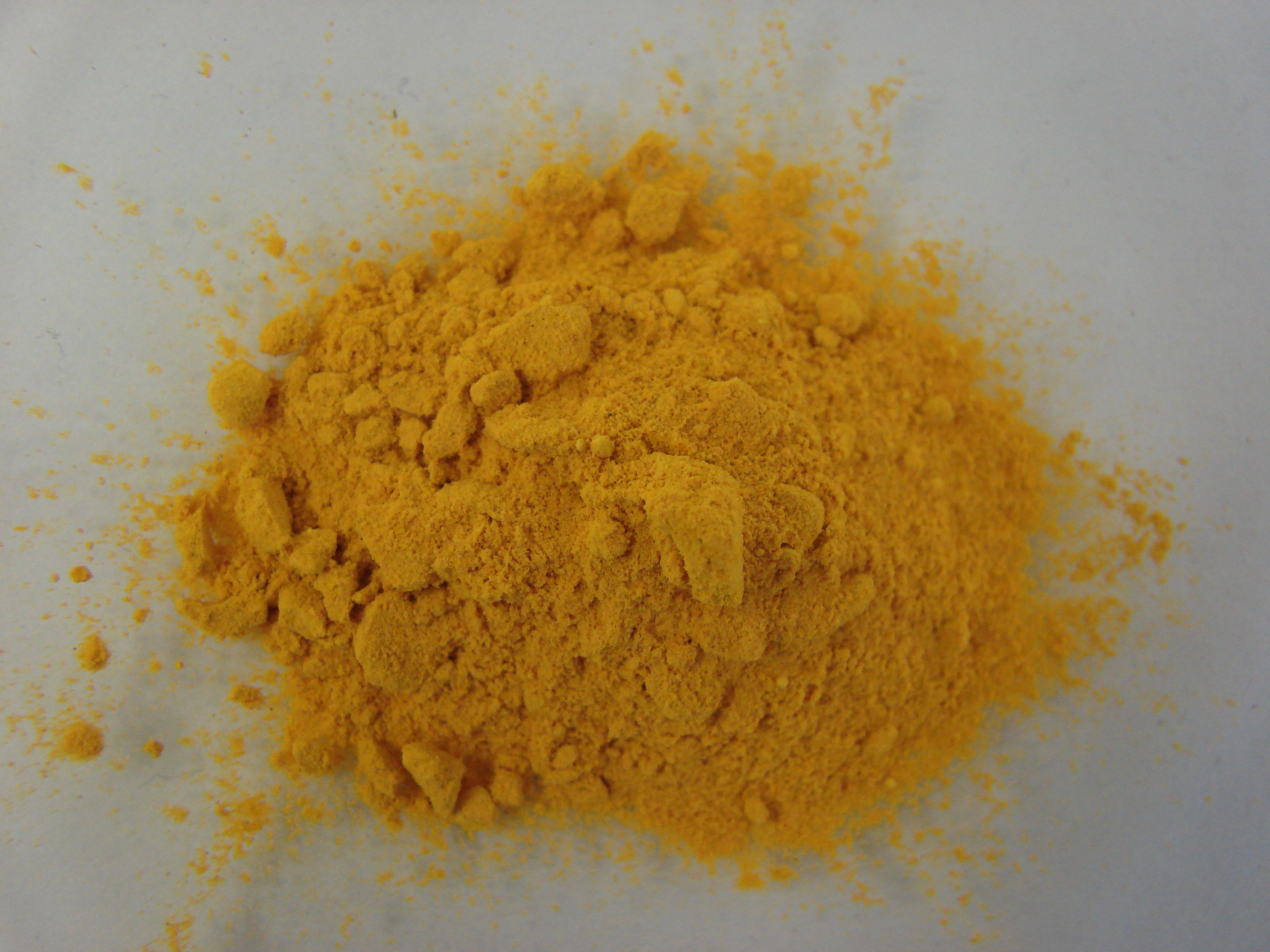
Gommagutta in polvere

La gommagutta o gomma gutta è una gommoresina contenente il 60-80% di resina e il 15-25% di gomma, insieme a piccole quantità di olio essenziale estratta da alcune piante tropicali del genere Garcinia, in particolare la Garcinia hanburyi.

## Etimologia
Il nome è composto dalle parole gomma e gutta: sull'origine di quest'ultima v'è discordanza tra le fonti, il Vocabolario etimologico della lingua italiana indica il malese gatah (ghutah) che significa "gomma", resina, mentre il Vocabolario Treccani cita il tardo latino gutta, che significa "goccia".

## Preparazione
L'estrazione dalla Garcinia avviene praticando delle incisioni a spirale nel tronco di alberi di almeno dieci anni d'età, il liquido resinoso che gocciola fuori viene raccolto in canne di bambù cave. Una volta che il liquido si è solidificato, il bambù viene aperto lasciando delle grosse bacchette di gommagutta grezza.
È parzialmente solubile in alcool, etere ed altri solventi organici.

## Utilizzo
È di colore giallo oro intenso e viene impiegata per colorare gli acquarelli o come purgante drastico.
In pittura si utilizzava soprattutto come giallo trasparente, per colorare le stampe o anche per le velature. Era utilizzata dai pittori fiamminghi del XVI secolo fino al XIX secolo ma l'uso in seguito si è drasticamente ridotto per via degli alti costi di produzione.
Nelle vetrate artistiche piombate veniva mescolata al nitrato d'argento per creare il caratteristico color oro detto "giallo d'argento".